# Carl Hjelm
Carl Anton Edvard Hjelm, född den 31 juli 1838 i Karlskrona, död den 20 juli 1903 i Båstad, Kristianstads län, var en svensk sjömilitär. Han var brorson till Pehr Gustaf Hjelm.
Hjelm blev sekundlöjtnant vid flottan 1859, löjtnant 1866, kapten 1872 och kommendörkapten av andra graden 1885, av första graden 1889. Han var chef för ekipagedepartementet vid flottans station i Karlskrona 1888–1891 och chef för skeppsgossekåren 1892–1894. Hjelm beviljades avsked med tillstånd att som kommendörkapten av första graden kvarstå i flottans reserv 1896. Han invaldes som ledamot av Örlogsmannasällskapet 1877. Hjelm blev riddare av Svärdsorden 1880.